# Digitaal Vrouwenlexicon van Nederland
Det Digitaal Vrouwenlexicon van Nederland (forkortet DVN) er en online nederlandsk opslagsværk med biografier af bemærkelsesværdige kvinder.
Projektet begyndte den 1. september 2003, og er - hvad kvinder angår - et supplement til Biografisch Woordenboek van Nederland, der stort set følger samme koncept. De to projekter udgives af af Huygens Instituut voor Nederlandse Geschiedenis.
I DVN bliver kun kvinder optaget som er døde. Der anvendes to betingelser for at en kvinde kan blive optaget: - kvindens præstation eller/og omdømme.
DVN står under ledelse af historikeren Els Kloek. I 2013 blev en bog udgivet: 1001 vrouwen uit de Nederlandse geschiedenis. Efter offentliggørelsen af denne bog blev det besluttet at udvide Digitaal Vrouwenlexicon van Nederland med et projekt, om kvinder fra det 20. århundrede: De lange 20ste eeuw.